# Cambarus cryptodytes
Cambarus cryptodytes är en kräftdjursart som beskrevs av Hobbs 1941. Cambarus cryptodytes ingår i släktet Cambarus och familjen Cambaridae. IUCN kategoriserar arten globalt som livskraftig. Inga underarter finns listade i Catalogue of Life.